# Metavononoides luteopunctatus
Metavononoides luteopunctatus is een hooiwagen uit de familie Cosmetidae.